# سفازولین
سفازولین (به انگلیسی: CEFAZOLIN)
رده درمانی: سفالوسپورین‌ها
اشکال دارویی: آمپول

## موارد مصرف
سفازولین در درمان عفونت‌های ناشی از باکتری‌های گرم مثبت و گرم منفی حساس به دارو از جمله عفونت‌های ادراری به‌ویژه در دوران بارداری و نیز به عنوان پیشگیری از عفونت پیش از اعمال جراحی مصرف‌ می‌شود.

## مکانیسم اثر
مانند پنی‌سیلین‌ها بر دیواره باکتری‌ها موثرند. سفازولین از طریق مهار سنتز دیواره سلول باکتری موجب ناپایداری اسموتیک باکتری شده و آثار باکتریسیدی دارد.

## عوارض جانبی
تهوع، استفراغ و اسهال و علائم کولیت پسودوممبران، سردرد، واکنشهای آلرژیک مانند کهیر و ضایعات جلدی و علایم حساسیت‌مفرط شامل شوک آنافیلاکتیک،

## موارد منع مصرف
سفازولین در موارد حساسیت به سایر سفالوسپورین ها نظیر سفیکسیم میتواند خطرناک باشد و باید با احتیاط مصرف شود. همچنین این دارو در بیماران کلیوی و کبدی میتواند باعث تشدید بیماری آنها شود. در نوزادان کوچکتر از یک ماه تجویز سفازولین میتواند عوارض ناشناخته ای به همراه داشته باشد. 

## تداخلات دارویی
سفازولین یک داروی نسبتا سازگار است و با دارو های زیادی تداخل ایجاد نمیکند مهمترین دارو هایی که با سفازولین تداخل ایجاد میکنند شامل آنتی بیوتیک های باکتریو استاتیک شامل آمیکاسین ، داکسی‌سایکلین ، نئومایسین و ... است. 